# Oceanodroma macrodactyla
Oceanodroma macrodactyla hay được gọi là chim hải âu bão Guadalupe là một loài chim trong họ Hydrobatidae.